# Communauté d'agglomération du Libournais
La communauté d'agglomération du Libournais, abrégée en CALI, est un établissement public de coopération intercommunale (EPCI) français situé dans le département de la Gironde, en région Nouvelle-Aquitaine.
Elle a succédé, le 1er janvier 2012, à la communauté de communes du Nord Libournais.

## Historique
Le 1er janvier 2011, par arrêté préfectoral en date du 22 décembre 2010, la communauté de communes du Libournais, la communauté de communes du Canton de Guîtres et la communauté de communes du Pays de Coutras ont fusionné pour former la communauté de communes du Nord Libournais regroupant 32 communes (celles actuelles à l'exception de Saint-Sauveur-de-Puynormand et de Saint-Seurin-sur-l'Isle) et dont le siège est fixé à Libourne, en l'hôtel de ville. Il avait été envisagé de former une communauté d'agglomération pour tout le « grand » Libournais, mais certaines communes du Sud Libournais, notamment celles limitrophes de Libourne à l'est, ou celles à l'ouest le long de l'autoroute A89 qui en est le principal axe de développement économique et démographique, n'ont pas encore souhaité rejoindre la nouvelle structure.
L'évolution des trois anciennes communautés de communes se fait de façon transitoire avec l'ancien statut commun de communauté de communes, jusqu'à ce que les compétences de la nouvelle communauté lui soient toutes transférées, ou restituées aux communes d'origine.
Le 1er janvier 2012, par arrêté préfectoral en date du 28 décembre 2011, la communauté de communes a été transformée en communauté d'agglomération, sous le nom de communauté d'agglomération du Libournais (CALI) ; elle comptait alors environ 70 000 habitants sur son territoire, avec une commune de plus de 23 000 habitants, Libourne. La CALI a son siège à Libourne.
Le 1er janvier 2013, par arrêté préfectoral en date du 4 décembre 2012, les communes de Saint-Sauveur-de-Puynormand et de Saint-Seurin-sur-l'Isle sont autorisées à rejoindre la communauté d'agglomération du Libournais portant ainsi à 34 le nombre de communes adhérentes.
Le projet de grande agglomération libournaise reste ouvert pour les communes des communautés de communes voisines (y compris celles de la communauté de communes du Sud-Libournais, bien que celles-ci, sur la rive gauche de la Dordogne, soient beaucoup plus rurales et éloignées de l’axe de développement et de transport de l'A89, et appartiennent davantage à la région naturelle de l'Entre-deux-Mers qu'à celle du Libournais).
Le 1er janvier 2017, la CALI s'agrandit en fusionnant avec la Communauté de communes du Sud-Libournais et en absorbant d'anciennes communes du Brannais (Camiac-et-Saint-Denis, Daignac, Dardenac, Espiet, Nérigean, Saint-Quentin-de-Baron et Tizac-de-Curton) à la suite de l'approbation du schéma départemental de coopération intercommunal (SDCI).
Le 1er janvier 2018, la commune de Camiac-et-Saint-Denis quitte la communauté d'agglomération pour rejoindre la communauté de communes du Créonnais portant le nombre de communes adhérentes à 45.

## Territoire communautaire

### Géographie physique
Située à l'est  du département de la Gironde, la communauté d'agglomération du Libournais regroupe 45 communes et présente une superficie de 568,8 km2.

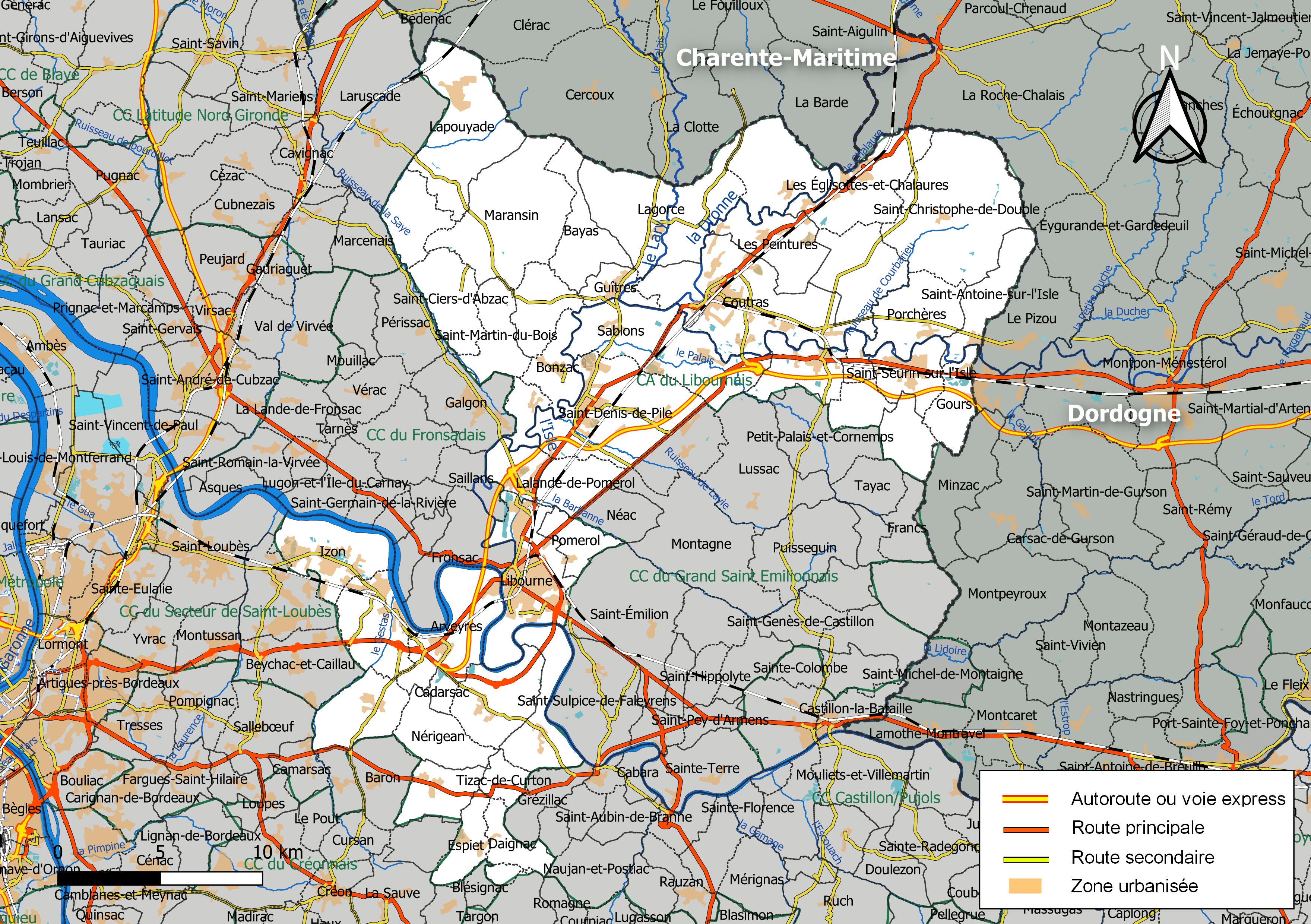
Carte de la communauté d'agglomération du Libournais au 1er janvier 2019.

### Composition

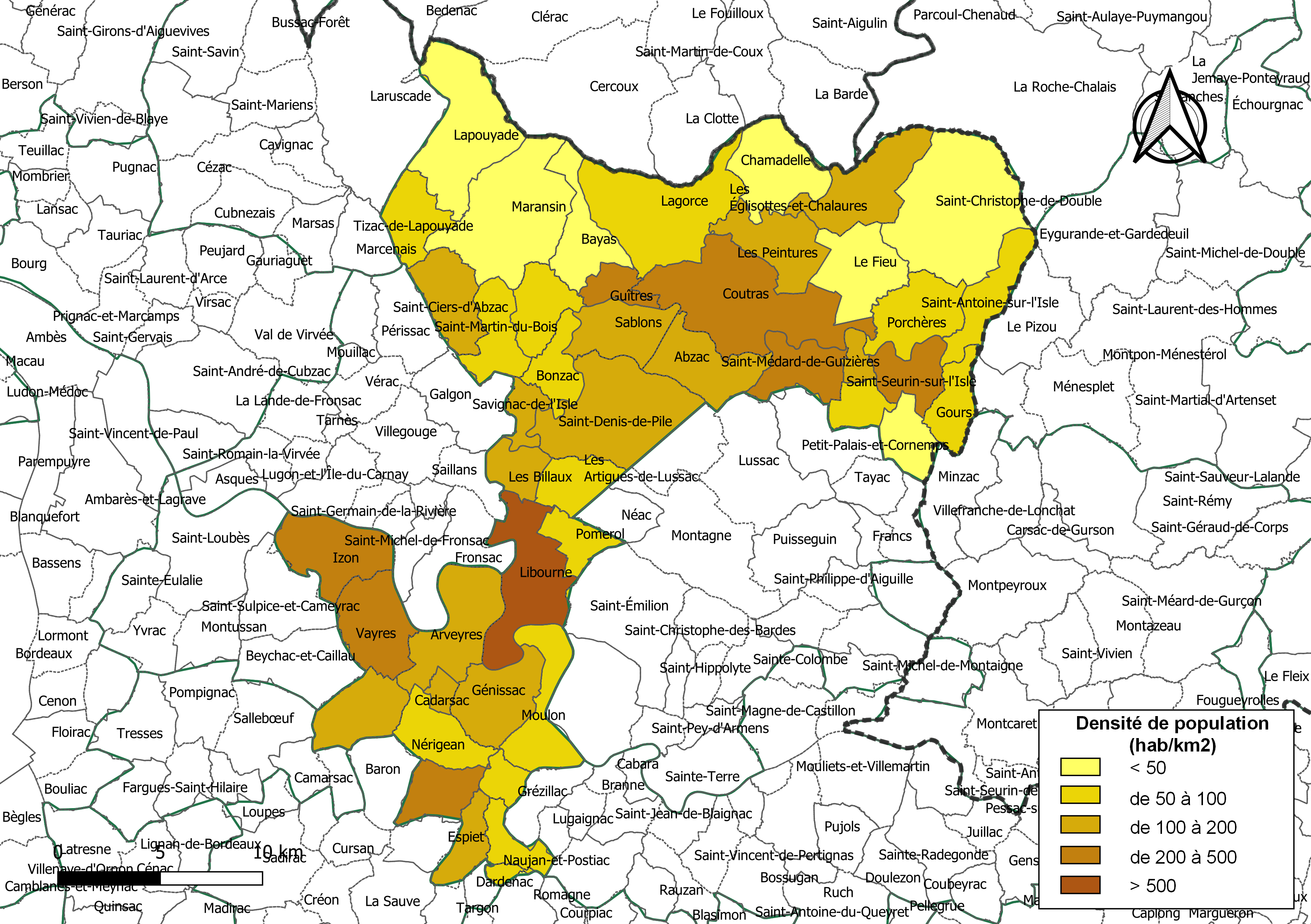
Carte des densités de population (millésimée 2016) des communes de la communauté d'agglomération du Libournais. Composition en communes au 1er janvier 2019.

La communauté d'agglomération est composée des 45 communes suivantes :

| Nom                         | Code Insee | Gentilé          | Superficie (km2) | Population (dernière pop. légale) | Densité (hab./km2) |
| --------------------------- | ---------- | ---------------- | ---------------- | --------------------------------- | ------------------ |
| Libourne (siège)            | 33243      | Libournais       | 20,63            | 24 668 (2022)                     | 1 196              |
| Abzac                       | 33001      | Abzacais         | 13,44            | 2 030 (2022)                      | 151                |
| Arveyres                    | 33015      | Arveyrais        | 17,27            | 2 058 (2022)                      | 119                |
| Bayas                       | 33034      | Bayardois        | 10,82            | 455 (2022)                        | 42                 |
| Les Billaux                 | 33052      | Billaudais       | 6,26             | 1 163 (2022)                      | 186                |
| Bonzac                      | 33062      | Bonzacais        | 7,49             | 802 (2022)                        | 107                |
| Cadarsac                    | 33079      | Cadarsacais      | 2,28             | 345 (2022)                        | 151                |
| Camps-sur-l'Isle            | 33088      |                  | 3,02             | 620 (2022)                        | 205                |
| Chamadelle                  | 33124      | Chamadellois     | 15,35            | 733 (2022)                        | 48                 |
| Coutras                     | 33138      | Coutrasiens      | 33,69            | 8 695 (2022)                      | 258                |
| Daignac                     | 33147      | Daignacais       | 5,73             | 470 (2022)                        | 82                 |
| Dardenac                    | 33148      | Dardenacais      | 1,5              | 92 (2022)                         | 61                 |
| Les Églisottes-et-Chalaures | 33154      | Églisotais       | 17,16            | 2 172 (2022)                      | 127                |
| Espiet                      | 33157      | Espiétais        | 6,79             | 748 (2022)                        | 110                |
| Le Fieu                     | 33166      | Féodiens         | 14,67            | 501 (2022)                        | 34                 |
| Génissac                    | 33185      | Génissacais      | 13,04            | 2 026 (2022)                      | 155                |
| Gours                       | 33191      | Goursois         | 7,89             | 523 (2022)                        | 66                 |
| Guîtres                     | 33198      | Guitrauds        | 5,02             | 1 637 (2022)                      | 326                |
| Izon                        | 33207      | Izonnais         | 15,59            | 6 347 (2022)                      | 407                |
| Lagorce                     | 33218      | Lagorçais        | 28,47            | 1 591 (2022)                      | 56                 |
| Lalande-de-Pomerol          | 33222      | Lalandais        | 8,25             | 631 (2022)                        | 76                 |
| Lapouyade                   | 33230      | Lapouyadais      | 25,8             | 545 (2022)                        | 21                 |
| Maransin                    | 33264      | Maransinois      | 29,94            | 1 059 (2022)                      | 35                 |
| Moulon                      | 33298      | Moulonois        | 13,25            | 1 056 (2022)                      | 80                 |
| Nérigean                    | 33303      | Nérigeanais      | 9,98             | 838 (2022)                        | 84                 |
| Les Peintures               | 33315      | Peinturauds      | 13,13            | 1 633 (2022)                      | 124                |
| Pomerol                     | 33328      | Pomerolais       | 6,24             | 608 (2022)                        | 97                 |
| Porchères                   | 33332      | Porcherois       | 13,19            | 876 (2022)                        | 66                 |
| Puynormand                  | 33347      | Puynormandais    | 7,64             | 309 (2022)                        | 40                 |
| Sablons                     | 33362      | Sablonnais       | 11,84            | 1 315 (2022)                      | 111                |
| Saint-Antoine-sur-l'Isle    | 33373      | Saint-Antoinais  | 10,4             | 581 (2022)                        | 56                 |
| Saint-Christophe-de-Double  | 33385      |                  | 36,13            | 601 (2022)                        | 17                 |
| Saint-Ciers-d'Abzac         | 33387      | Saint-Cyriens    | 11,71            | 1 528 (2022)                      | 130                |
| Saint-Denis-de-Pile         | 33393      | Dionysiens       | 28,27            | 5 916 (2022)                      | 209                |
| Saint-Germain-du-Puch       | 33413      | Saint-Germanais  | 11,76            | 2 290 (2022)                      | 195                |
| Saint-Martin-de-Laye        | 33442      |                  | 9,56             | 546 (2022)                        | 57                 |
| Saint-Martin-du-Bois        | 33445      | Boscoviens       | 9,8              | 845 (2022)                        | 86                 |
| Saint-Médard-de-Guizières   | 33447      | Guiziérois       | 10,37            | 2 408 (2022)                      | 232                |
| Saint-Quentin-de-Baron      | 33466      | Saint-Quentinais | 8,69             | 2 704 (2022)                      | 311                |
| Saint-Sauveur-de-Puynormand | 33472      | Saint-Sauveurois | 5,57             | 365 (2022)                        | 66                 |
| Saint-Seurin-sur-l'Isle     | 33478      | Saint-Seurinois  | 8,83             | 3 161 (2022)                      | 358                |
| Savignac-de-l'Isle          | 33509      | Savignacais      | 4,47             | 603 (2022)                        | 135                |
| Tizac-de-Curton             | 33531      | Tizacais         | 3,97             | 376 (2022)                        | 95                 |
| Tizac-de-Lapouyade          | 33532      | Tizacais         | 9,4              | 475 (2022)                        | 51                 |
| Vayres                      | 33539      | Vayrois          | 14,46            | 4 414 (2022)                      | 305                |

### Démographie
| 1968   | 1975   | 1982   | 1990   | 1999   | 2006   | 2011   | 2016   | 2022   |
| ------ | ------ | ------ | ------ | ------ | ------ | ------ | ------ | ------ |
| 61 501 | 62 968 | 66 930 | 70 423 | 73 407 | 81 090 | 87 007 | 90 791 | 93 359 |

## Administration

### Siège
Le siège de la communauté d'agglomération est situé à Libourne.

### Les élus
Le conseil communautaire de la communauté d'agglomération se compose de 78 conseillers, représentant chacune des communes membres et élus pour une durée de six ans.
Ils sont répartis comme suit :
| Nombre de conseillers | Communes                  |
| --------------------- | ------------------------- |
| 20                    | Libourne                  |
| 6                     | Coutras                   |
| 4                     | Izon, Saint-Denis-de-Pile |
| 3                     | Vayres                    |
| 2                     | Saint-Seurin-sur-l'Isle   |
| 1 (+ 1 suppléant)     | les autres communes       |

### Présidence
| Période                                  | Période                       | Identité           | Étiquette | Qualité |
| ---------------------------------------- | ----------------------------- | ------------------ | --------- | --- |
| janvier 2012                             | avril 2014                    | Gilbert Mitterrand | PS        | Maire de Libourne (1989-2011), vice-président du Conseil général de la Gironde (2004-2011), conseiller régional d'Aquitaine (1981-1989), député de la Gironde (1981-1993 et 1997-2002), |
| avril 2014                               | En cours (au 10 juillet 2020) | Philippe Buisson   | PS        | Maire de Libourne (2011 →) |
| Les données manquantes sont à compléter. |                               |                    |           | |

### Compétences
Le Code général des collectivités territoriales impose aux communautés d'agglomération l'exercice de certaines compétences. Ces compétences sont obligatoires, optionnelles ou supplémentaires.

#### Compétences obligatoires
- Développement économique
- Aménagement de l’espace communautaire
- Équilibre social de l’habitat
- Politique de la ville dans la communauté

#### Compétences optionnelles
- Protection et la mise en valeur de l’environnement et du cadre de vie
- Construction, entretien et fonctionnement d’équipements culturels et sportifs d’intérêt communautaire
- Action sociale d’intérêt communautaire

#### Compétences supplémentaires
- Enfance et jeunesse
- Action de développement touristique
- Incendie et le secours
- Habilitations pour les prestations de service

### Régime fiscal et budget
Le régime fiscal de la communauté de communes est la fiscalité professionnelle unique (FPU).